# 国家開放大学
国家開放大学（こっかかいほうだいがく、中国語: 国家开放大学、英語: The Open University of China）は中国の遠隔地教育の中心になる大学で、本校は北京にあり、略称は「国開大」である。「開放大学」とは公開大学の意味である。2012年に中央広播電視大学から改称。

## 歴史
文化大革命によって中国の高等教育は機能を停止し、文革終了後に中国では教育機関の復興と教育人材の不足の問題に直面していた。1977年、中国を訪問したイギリスのエドワード・ヒース元首相から、解決案としてイギリスのオープン大学の資料提供を受け、テレビ授業による教育機関設立の検討を開始。1979年、中央広播電視大学が開校した。

## 各地の開放大学（国家開放大学系統）
高等教育機関の圧倒的な不足に対処するため、国家開放大学は全国の各省・都市・市・区（町）にある公開大学を束ねており、国家開放大学系統を形成している。 

## 参照
- 放送大学 (日本)
- オープン大学 (イギリス)